# Cody Rhodes
Cody Garrett Runnels Rhodes (* 30. Juni 1985 in Marietta, Georgia als Cody Garrett Runnels), bekannt unter seinem Ringnamen Cody Rhodes, ist ein US-amerikanischer Wrestler. Er steht derzeit bei WWE unter Vertrag.
Von 2006 bis 2016 stand er erstmals bei WWE unter Vertrag. Im Anschluss trat er bei Total Nonstop Action Wrestling, New Japan Pro-Wrestling und Ring of Honor auf, meist unter dem Ringnamen Cody. 2017 gewann er die ROH World Championship. Ab 2018 war er am Aufbau von All Elite Wrestling (AEW) beteiligt, fungierte als Executive Vice Präsident und gewann drei Mal die AEW TNT Championship. 2022 kehrte er bei WrestleMania 38 zur WWE zurück. 2023 und 2024 gewann er den Royal Rumble und bei WrestleMania XL im April 2024 erstmals die WWE Championship.
Rhodes ist der Sohn von Dusty Rhodes, einem der populärsten Wrestler der 1970er- und 80er-Jahre, sowie der Halbbruder von Dustin Rhodes (auch bekannt als Goldust).

## Biografie

### World Wrestling Entertainment (2006–2016)
Als Sohn eines sehr bekannten Wrestlers der Vergangenheit erhielt Runnels einen Vertrag bei der WWE. Diese baute ihn zunächst in ihrer Entwicklungspromotion Ohio Valley Wrestling (kurz OVW) auf.
Bei OVW bildete Runnels zusammen mit Shawn Spears (Ronnie Arniell) ab August 2006 ein Tag Team. Sie fehdeten gegen Deuce und Domino. Von diesen durften Runnels und sein Partner zweimal den Tag Team-Titel gewinnen. Runnels durfte am 17. Februar 2007 den Heavyweight Titel der Promotion von Paul Burchill gewinnen, musste ihn am nächsten Tag gegen selbigen wieder abgeben. Am 6. Juni 2007 durfte Runnels den OVW Television Titel gewinnen. Somit hielt er alle Titel dieser Promotion mindestens einmal.

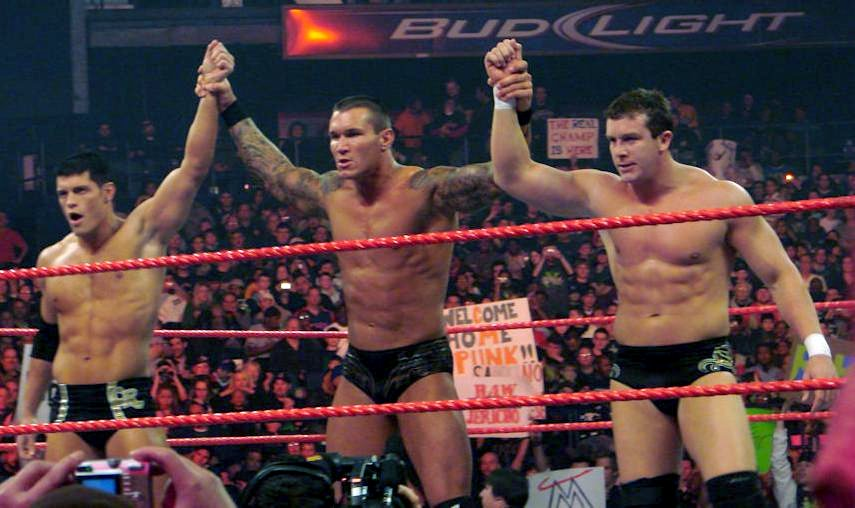
The Legacy (v.l.n.r) Rhodes, Randy Orton und Ted DiBiase bei Backlash 2009

Am 2. Juli 2007 debütierte Runnels als Cody Rhodes bei RAW in der WWE. Im Juni fehdete er zusammen mit seinem Vater Dusty gegen Randy Orton. Anschließend fehdete er gegen Hardcore Holly, mit dem er anschließend ein Tag-Team bildete. Am 10. Dezember durften Rhodes und Holly in der Sonderausgabe zum fünfzehnjährigen Bestehen von RAW die World Tag Team Championship von Lance Cade und Trevor Murdoch gewinnen. Ab dem Pay-per-View Night of the Champions am 29. Juni 2008 bildete Rhodes als amtierender Tag Team Champion mit Ted DiBiase ein neues Team. Dabei hinterging er Hardcore Holly und stellte sich, als mysteriöser Partner DiBiases, auf dessen Seite. Am 4. August 2008 mussten Rhodes und DiBiase die Titel an Batista und John Cena abgeben. Bereits sieben Tage später durften Rhodes und DiBiase die Titel erneut erhalten. Im Zuge einer Fehde gegen CM Punk und Kofi Kingston mussten sie die Titel am 27. Oktober 2008 abgeben.
In der Folge bildete er zusammen mit Randy Orton und Ted DiBiase das Stable The Legacy, welches kurz vor Wrestlemania XXVI nach über einem Jahr aufgelöst wurde.

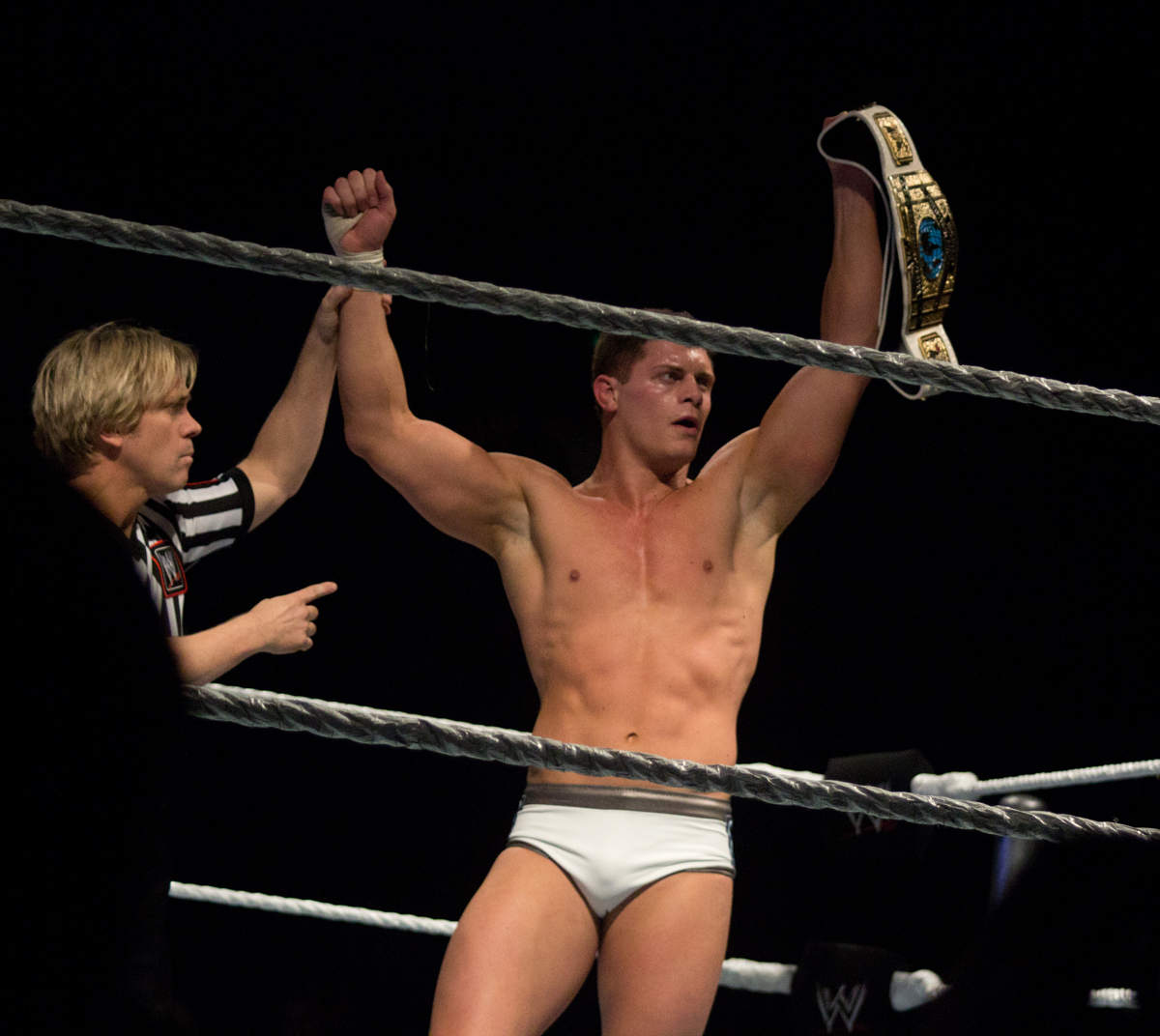
Rhodes hielt die Intercontinental Championship viermal

Bei der Supplemental Draft am 27. April 2010 auf wwe.com wechselte er zu SmackDown. Beim PPV Night of Champions gewann er am 19. September 2010 zusammen mit Drew McIntyre die WWE Tag Team Championship. Am 24. Oktober 2010 mussten sie bei Bragging Rights die Titel an David Otunga und John Cena abgeben.
In der zweiten Staffel von WWE NXT war er als Pro von Husky Harris tätig. Im Verlauf einer Fehde gegen Rey Mysterio, in der sich Rhodes laut Storyline die Nase brach, trat er von Januar bis November 2011 mit einer Maske auf und nicht mehr mit dem Gimmick eines Schönen (Dashing). Am 9. August 2011 bei den TV-Tapings zu SmackDown gewann er von Ezekiel Jackson zum ersten Mal die WWE Intercontinental Championship. Den Titel verlor er bei Wrestlemania 28 am 1. April 2012 an Big Show. Bei der Großveranstaltung Extreme Rules am 29. April 2012 gewann er den Titel erneut. Am 20. Mai 2012 verlor er den Titel an Christian. Von September 2012 bis Juli 2013 bildete er zusammen mit Damien Sandow das Team Rhodes Scholars. Nach der Trennung wurden Rhodes und Sandow in ein Fehdenprogramm gegeneinander gestellt, in dem es auch um den blauen Money in the Bank-Koffer ging, den Sandow gewinnen konnte. Rhodes gelang es hierbei nicht, ihm den Koffer abzunehmen.

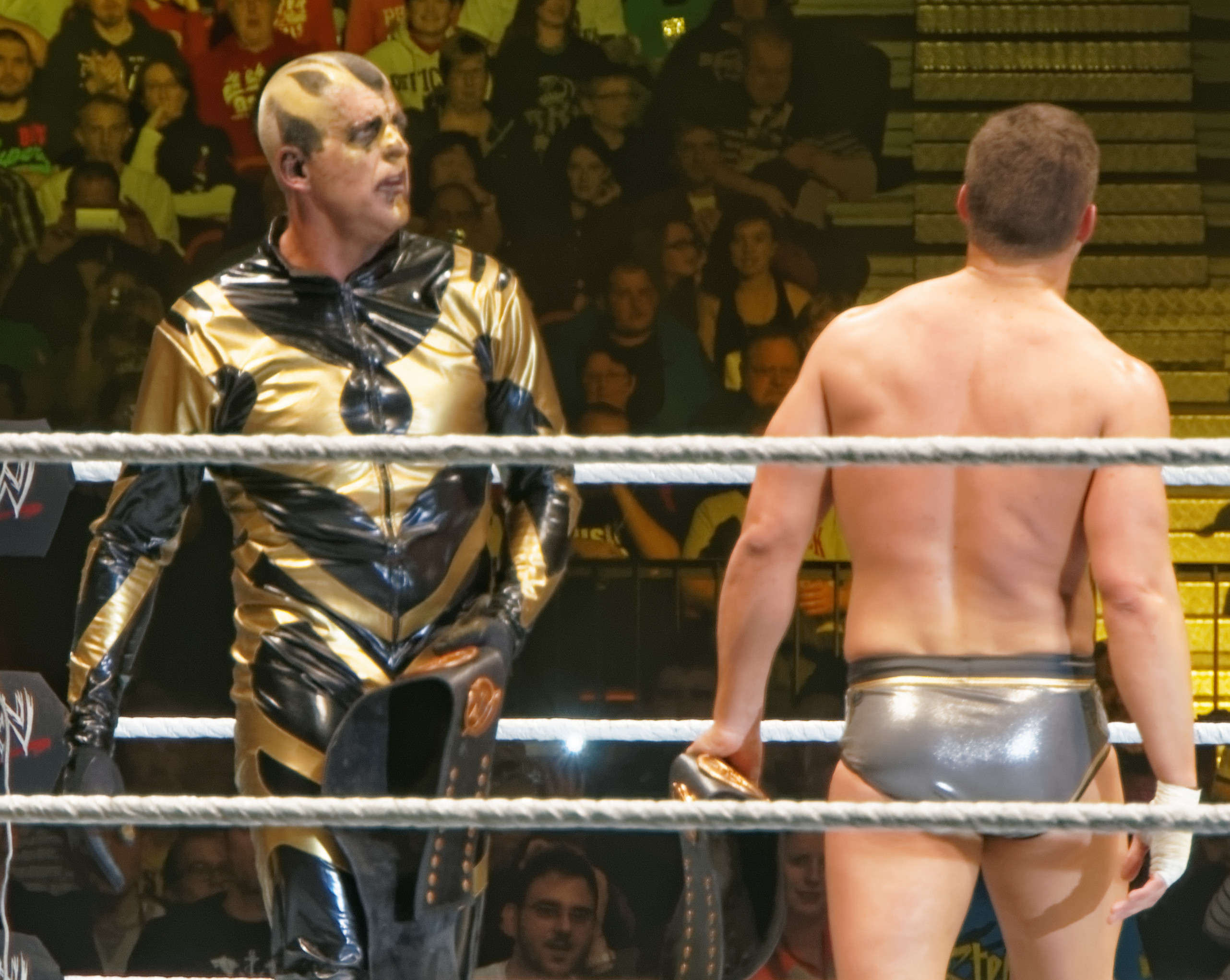
Rhodes und sein Bruder Goldust hielten die WWE Tag Team Championship gemeinsam zweimal

Daraufhin wurde Rhodes vor der Kamera entlassen, nachdem er ein Careermatch gegen Randy Orton verlor. Dies führte zu einer Fehde gegen Stephanie McMahon, in die auch Dusty Rhodes und Goldust involviert wurden. Nachdem die Rhodes Family ein Wiedereinstellungsmatch gegen The Shield beim PPV Battleground für sich entscheiden konnten, waren sie wieder offiziell Teil des WWE-Rosters. Am 14. Oktober 2013 besiegte die Rhodes Family The Shield erneut in einem Titelmatch um die WWE Tag Team Championship, wodurch Cody Rhodes zum zweiten Mal den Titel gewinnen konnte. Beim Royal Rumble 2014 verlor er den Titel an die New Age Outlaws. Seit Juni 2014 trat Cody Rhodes unter dem Ringnamen Stardust auf und bildete mit Goldust ein Tag Team, Gold- und Stardust. Am 21. September 2014 durften sie gegen die damaligen Titelträger, The Usos, den Titel gewinnen. Sie verloren den Titel jedoch zwei Monate später an The Miz und Damien Sandow. Es folgte eine Fehde gegen Goldust. Am 21. Mai 2016 bat er die WWE um seine Entlassung, weil er mit dem Stardust-Charakter unzufrieden war. Nachdem er die Offiziellen mehrmals darum bat, ihm wieder das Cody Rhodes-Gimmick zurückzugeben und die Offiziellen seine Bitte ignorierten, entschloss er sich, die WWE zu verlassen. Am 22. Mai 2016 kam die WWE seiner Bitte nach und entließ ihn aus seinem Vertrag.

### Independent-Ligen (2016–2018)
Am 3. Juni 2016 wurde bekannt gegeben, dass Rhodes am 19. August 2016 bei Evolve ein Match gegen Zack Sabre Jr. bestreiten wird. Am gleichen Tag wurde bestätigt, dass Rhodes einen Auftritt bei Northeast Wrestling haben wird und, dass er gemeinsam mit seiner Ehefrau, Brandi Rhodes, Mike Bennett und Maria Kanellis konfrontieren wird. Am 6. Juli 2016 gab die Promotion Pro Wrestling Guerrilla bekannt, dass Rhodes beim jährlichen Turnier Battle of Los Angeles teilnehmen wird. Am 19. August 2016 feierte Rhodes sein Debüt in der Independentszene, als er bei Evolve Zack Sabre Jr. besiegte. Am 3. September nahm er unter dem Ringnamen Cody R. am Turnier Battle of Los Angeles teil, welches von der Promotion Pro Wrestling Guerrilla veranstaltet wurde. In der ersten Runde eliminierte er Sami Callihan. Im Viertelfinale schied er jedoch aus, als er gegen Marty Scurll, den späteren Turniersieger verlor. Am 30. November 2016 besiegte er beim iPPV Delete:WCPW der Promotion WhatCulture Pro Wrestling El Ligero und gewann somit die WCPW Internet Championship.

### Total Nonstop Action Wrestling (2016–2017)
Am 22. September 2016 gab Total Nonstop Action Wrestling bekannt, dass Runnels unter dem Ringnamen Cody am 2. Oktober 2016 bei Bound for Glory gemeinsam mit seiner Ehefrau Brandi Runnels, welche unter dem Ringnamen Brandi Rhodes auftreten wird, debütieren wird. Am 2. Oktober 2016 debütierte er mit seiner Frau bei Bound for Glory, indem sie Mike Bennett und Maria konfrontierten. Sein erstes Match bei TNA bestritt er am 13. Oktober 2016, indem er Mike Bennett besiegte. Am 26. November 2016 bestritt er bei der Promotion Global Force Wrestling (GFW) ein Match gegen Sonjay Dutt und gewann dabei die GFW NEX*GEN Championship.

### Ring of Honor und New Japan Pro Wrestling (2016–2019)

Rhodes mit dem Cross Rhodes an Kenny Omega bei einem NJPW Event 2018

Am 19. Juli bestätigte die Promotion Ring of Honor, dass Rhodes am 2. Dezember 2016 beim Pay-per-View Final Battle auftreten wird. Am 2. Dezember 2016 gab Rhodes sein Debüt für Ring of Honor bei Final Battle. Bei Best in the World 2017 besiegte Rhodes Christopher Daniels um ROH World Champion zu werden. Bei Final Battle 2018 hatte er sein letztes Match in der Liga und verlor dort gegen Jay Lethal. Am 10. Dezember 2016 wurde im Finale der World Tag League ein Video von Runnels eingespielt, in welchem er als „The American Nightmare“ Cody angekündigt wurde. In diesem Video verkündete er, dass er dem Bullet Club beitreten werde. Am 4. Januar 2017 bei NJPW Wrestle Kingdom 11 In Tokyo Dome bestritt er für NJPW gegen Juice Robinson sein erstes Match, welches er gewann.

### All In und All Elite Wrestling (2018–2022)

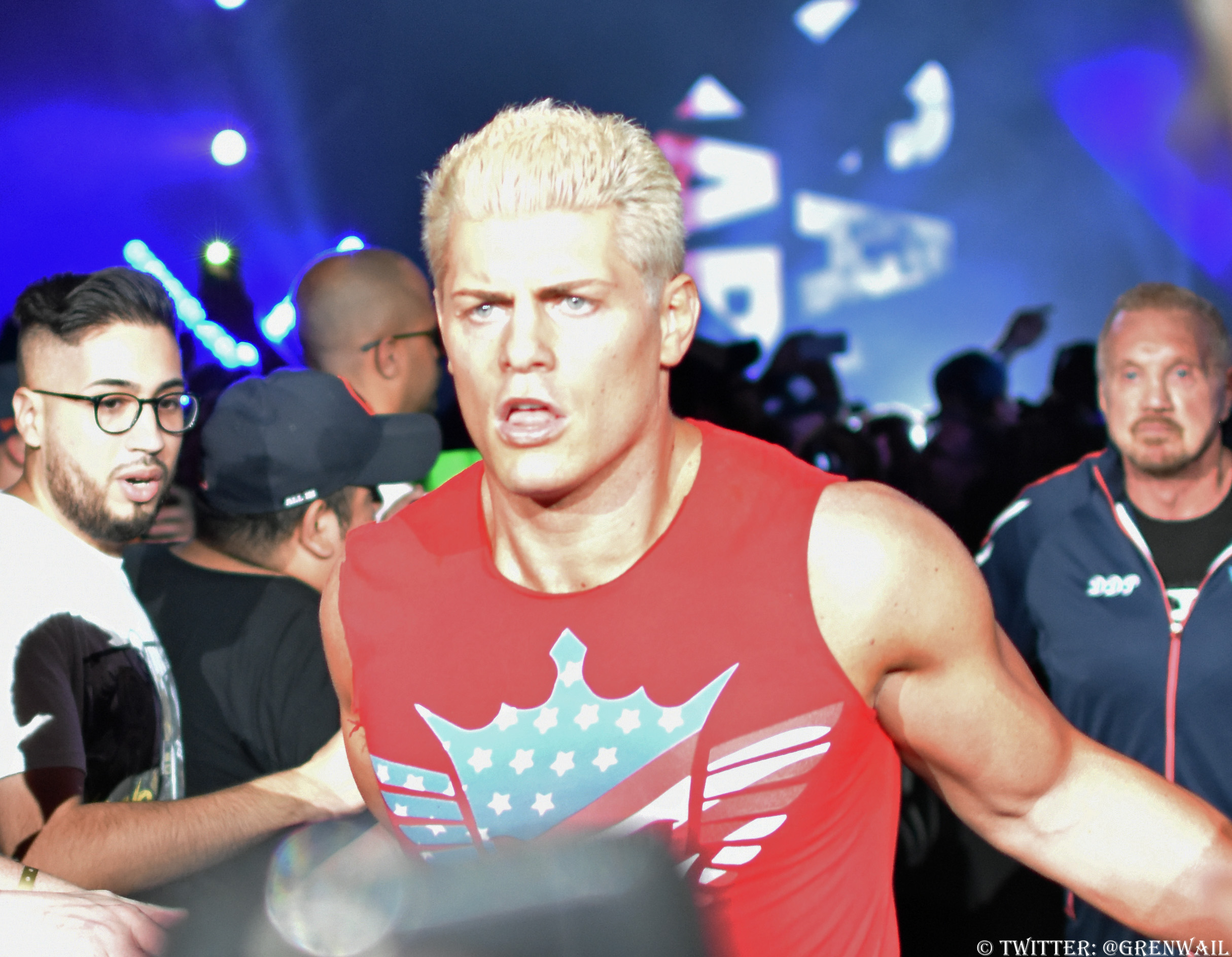
Rhodes während seines Entrance bei All In 2018

Im November 2017 erklärte Wrestling-Journalist Dave Meltzer auf Twitter, dass es keine Indy-Promotion in absehbarer Zeit schaffen würde, eine Halle mit 10.000 Leuten zu füllen. Cody Rhodes und seine Stablekollegen Matt und Nick Jackson (The Young Bucks) nahmen diesen Tweet als eine Herausforderung auf und erklärten, dass sie eine Indy-Supershow auf die Beine stellen werden, die genau diese Zahl übertrifft. So kommt es am 1. September 2018 zu dieser Indy-Supershow mit dem Namen All In. Austragungsort wird die Sears Centre Arena in Hoffman Estates, Illinois, einem Vorort von Chicago. Die Wrestling-Community fasste diesen Plan sehr positiv auf. Am 13. Mai 2018 gingen die Tickets in den Vorverkauf. Laut Rhodes waren die Tickets bereits nach 29 Minuten vergriffen. Bei der Show traten sowohl neben Cody und weiteren Stablekollegen aus dem Bullet Club noch weitere Wrestler aus Ligen wie Ring of Honor, New Japan Pro Wrestling, Impact Wrestling und Lucha Underground an, darunter Kenny Omega, Kazuchika Okada, Pentagón Dark und der Schauspieler Stephen Amell. Cody traf hier auf Nick Aldis und besiegte ihn, um so neuer NWA World Heavyweight Champion zu werden.

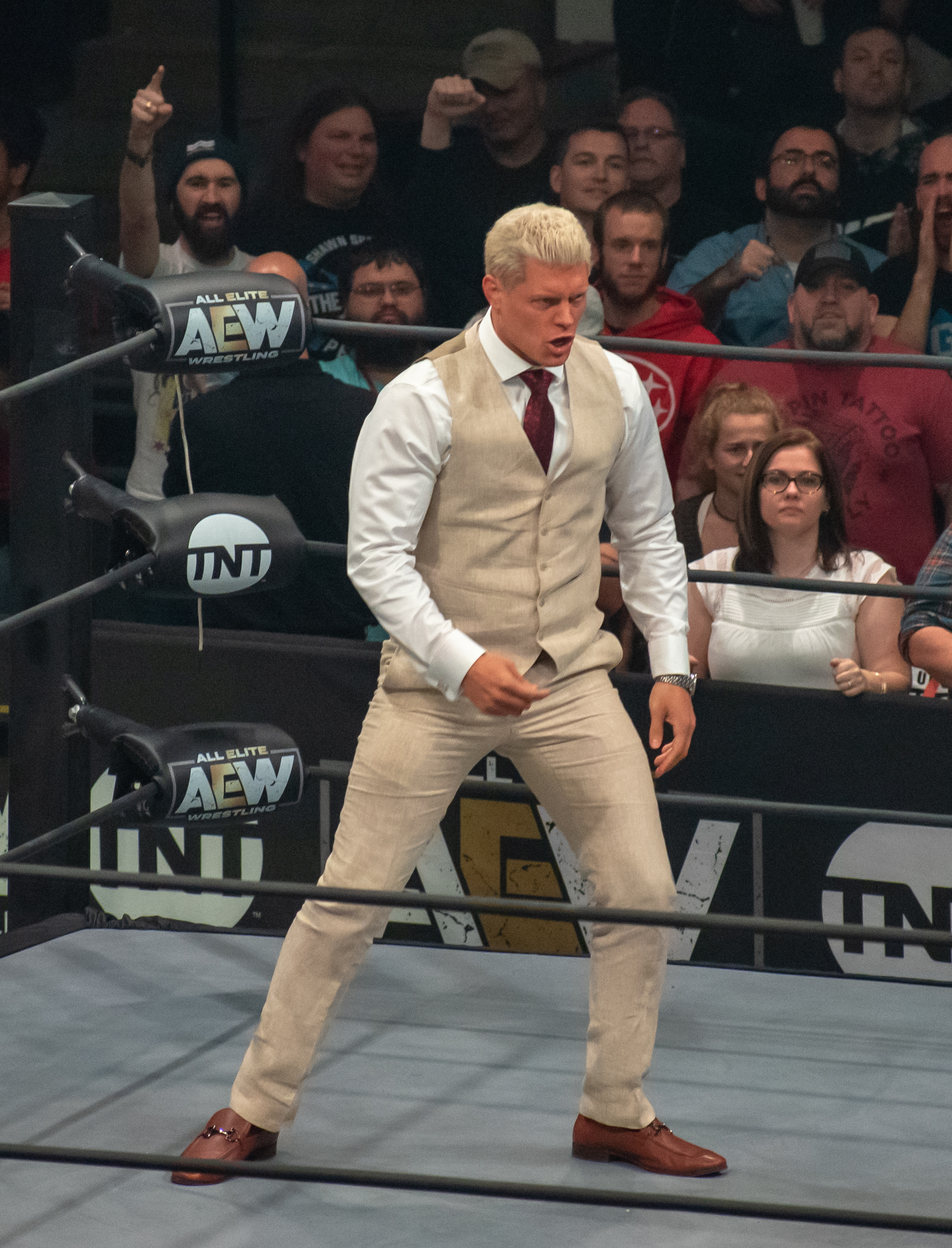
Rhodes bei einem AEW Event im Oktober 2019

Der Erfolg von All In bewegte Cody und die Young Bucks dazu, eine eigene Wrestling-Promotion auf die Beine zu stellen. Im Spätjahr 2018 kamen so erste Gerüchte auf eine neue Promotion auf, die die Fans aufhorchen ließen, die sich nach einer schlagkräftigen Alternative zur WWE sehnen. Am 1. Januar 2019 wurde in der YouTube-Webshow Being the Elite von den Young Bucks, in der Cody zur Stammbesetzung gehört, nicht nur die Nachfolgeshow zu All-In (Double or Nothing) angekündigt, sondern auch erstmals das Logo der neuen Promotion gezeigt. Finanziert wird die neue Liga vom aus Pakistan stammenden US-amerikanischen Investor Tony Khan, der u. a. auch Co-Besitzer der in der NFL ansässigen American-Football-Mannschaft Jacksonville Jaguars und dem englischen Fußballverein Fulham FC ist. Für den 8. Januar 2019 wurde eine Convention im Stadion von Jacksonville, Florida mit Mitgliedern der Elite angesetzt, auf der weitere Information zu AEW folgen sollen. Beim ersten Event von All Elite Wrestling Double Or Nothing am 25. Mai 2019 in Las Vegas, gewann Rhodes sein Match gegen seinen Bruder Dustin Rhodes.
Ein Jahr später wurde er bei Double Or Nothing am 23. Mai 2020 erster Titelträger der TNT Championship, als er das Turnierfinale um den neu eingeführten Titel gegen Lance Archer gewinnen durfte. Den Titel gab er bei den Dynamite-Aufzeichnungen am 13. August 2020 an Mr. Brodie Lee ab. In der Dynamite-Ausgabe vom 7. Oktober 2020 gewann er den Titel nach einem Dog-Collar-Match erneut von Mr. Brodie Lee. Bei Full Gear am 7. November 2020 verlor er ihn an Darby Allin. Am 15. Februar 2022 wurde bekannt gegeben, dass Rhodes AEW verlassen hat.

### Rückkehr zu WWE (seit 2022)

#### Finish The Story: Der Weg zum World Title (2022–2024)

Rhodes während seiner Rückkehr bei WrestleMania 38 2022

2022 kehrte er zu WWE zurück und wurde umgehend zu einem der Topstars der Promotion. Seine Rückkehr markierte den Beginn einer zweijährigen Storyline über Codys ersten Gewinn eines WWE-World-Titles unter dem Motto Finish The Story. Zentrales Motiv der Story war die Tatsache, dass sein Vater Dusty Rhodes trotz dessen großer Popularität nie WWE World Champion gewesen war. Cody sollte vollenden, was seinem 2015 verstorbenen Vater verwehrt blieb. Er führte die Fehde gegen Langzeitchampion Roman Reigns sowie dessen Heel-Stable The Bloodline und beendete schließlich Reigns dreieinhalb Jahre währende Regentschaft.
Am 2. April 2022 gab er sein Comeback bei WrestleMania 38 in einem Match gegen Seth Rollins, das er gewann. Ein weiteres Match gegen Rollins gewann er am 8. Mai 2022 bei WrestleMania Backlash (2022). Am 5. Juni 2022 bestritt er bei Hell In A Cell (2022) ein Hell-In-A-Cell-Match erneut gegen Rollins, das Match konnte er erneut gewinnen. Aufgrund seiner Brustmuskelverletzung musste er sich einer Operation unterziehen und fiel sechs Monate aus.
Am 28. Januar 2023 feierte er beim Royal Rumble 2023 seine Rückkehr aus der Verletzungspause. Er nahm am Rumble Match mit der Startnummer 30 teil und gewann, indem er zuletzt Gunther eliminierte. Bei WrestleMania 39 folgte das Titelmatch gegen Roman Reigns, der sowohl die WWE Championship als auch die WWE Universal Championship hielt. Er verlor jedoch das Match gegen Reigns entgegen der Erwartung der meisten Fans und Beobachter. Am Tag darauf bei RAW wurde er von Brock Lesnar attackiert.
Am 7. Oktober 2023 gewann er bei WWE Fastlane (2023) zusammen mit Jey Uso die Undisputed WWE Tag Team Championship, hierfür besiegten sie Finn Bálor und Damian Priest. Die Regentschaft hielt 9 Tage und verloren die Titel schlussendlich am 16. Oktober 2023 zurück an Finn Bálor und Damian Priest.
Am 28. Januar 2024 gewann Rhodes erneut das Royal-Rumble-Match. Es war die erste Titelverteidigung beim Royal Rumble seit jener von Steve Austin 1998. Seine Pläne für ein Re-Match gegen Reigns bei WrestleMania XL wurden jedoch von der Rückkehr von The Rock gekreuzt, der seinerseits gegen seinen Cousin Reigns antreten wollte, was Rhodes zuerst akzeptierte. Die Fans zeigten sich jedoch mit der Entscheidung, dass Cody nicht gegen Reigns antreten sollte, um „die Story zu vollenden“, so unzufrieden (#WeWantCody), dass das Script abgeändert wurde und Rhodes sein Titelmatch gegen Reigns doch bekam. The Rock turnte daraufhin Heel und schloss sich Reigns Stable The Bloodline an. Bei WrestleMania XL, das an zwei Tagen ausgetragen wurde, trat Rhodes beide Abende im Main Event an. Am ersten Abend verloren er und Seth Rollins ein Tag Team Match gegen Roman Reigns und The Rock. Am zweiten Abend gewann Rhodes schließlich die WWE Undisputed Championship und beendete die Regentschaft von Reigns nach 1316 Tagen (Universal Championship), dem längsten Title-Run in der WWE seit 1988. Die Bloodline Mitglieder griffen mehrfach in das Match ein, Rhodes bekam aber Unterstützung von Jey Uso, Seth Rollins, John Cena und dem Undertaker.

#### Regentschaft als Undisputed WWE Champion (2024–2025)

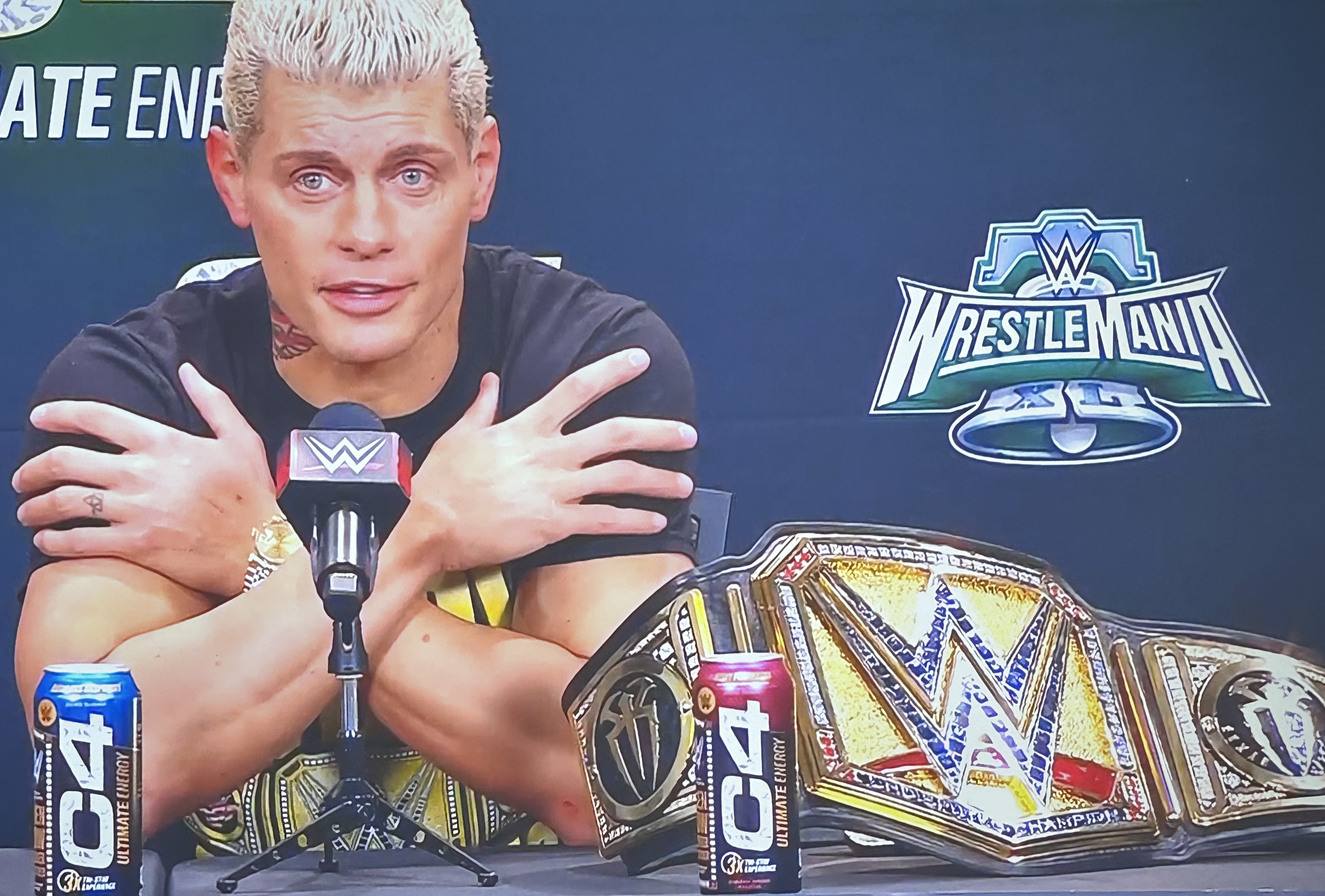
Rhodes nach seinem Sieg bei WrestleMania XL 2024

Er verteidigte seinen Titel gegen AJ Styles bei Backlash und Clash at the Castle erfolgreich. Beim SummerSlam trat er gegen Solo Sikoa an, welcher nun die neue Bloodline anführte. Er gewann dieses Match, nachdem der zurückgekehrte Roman Reigns eingriff. Bei Bash in Berlin trat er gegen seinen Freund Kevin Owens an, auch dieses Match gewann Rhodes, ebenso wie die folgenden in der Fehde gegen Owens.
Nachdem er bei Elimination Chamber das Angebot einer Allianz von The Rock ausschlug, wurde er von John Cena und Travis Scott attackiert. Dieser Heel-Turn von John Cena gilt als einer der größten Schock-Momente im Wrestling der letzten Jahre. Die folgenden Promos von Cena und Rhodes ernteten viel Lob. Das Match der beiden bei WrestleMania 41 entschied John Cena für sich, der damit Rhodes' Titelregentschaft beendete.
Bei Saturday Night’s Main Event am 24. Mai 2025 kehrte Cody Rhodes zurück, um Jey Uso vor John Cena zu retten. Am 7. Juni 2025 teamte er mit Uso in seinem ersten Match seit WrestleMania gegen Cena und Logan Paul. Nach Eingreifen von R-Truth konnte Rhodes Cena pinnen. Bei Night of Champions am 28. Juni in Riad konnte Rhodes im Eröffnungsmatch Randy Orton besiegen und sicherte sich so den Titel King of the Ring.

#### Zweite Regentschaft als Undisputed WWE Champion (seit August 2025)
Im Main Event von SummerSlam Nacht 2 am 3. August 2025 besiegte Cody Rhodes John Cena in einem Street-Fight-Match und konnte sich somit die Championship von Cena nach 105 Tagen zurückholen.

### Außerhalb des Wrestlings
Cody Runnels ist der Sohn der Wrestling-Legende Dusty Rhodes („The American Dream“, bürgerlich Virgil Riley Runnels Jr.). Sein Halbbruder Dustin Rhodes wurde in der WWE als Goldust bekannt, sein Onkel Fred Ottman war unter anderem in derselben Promotion als „Typhoon“ und als „Tugboat“ bekannt. Runnels war in seiner Schulzeit Amateurringer und brachte es bis zum Juniorenlandesmeister des US-Bundesstaates Georgia in seiner Gewichtsklasse. Im September 2013 heiratete er seine Kollegin Brandi Rhodes (vormals Brandi Reed).
Im Juli 2009 wurde Rhodes zusammen mit Chris Jericho und John Cena eines der Gesichter der Gillette-Werbekampagne „Be a Superstar“. Im August 2009 erschien Rhodes in der Tonight Show with Conan O'Brien. Im August 2009 hatte er einen Gastauftritt bei der Fernsehserie Warehouse13 (Staffel 2 Folge 8) als Kurt Smuller. Rhodes hatte mehrere Auftritte in der Fernsehserie Arrow. Er spielte Derek Sampson, einen Drogendealer, der wegen seiner Unfähigkeit, Schmerzen zu empfinden, zum Metahuman wurde. Sampsons Medikament der Wahl wurde als Hommage an Rhodes WWE-Gimmick Stardust genannt. Er ist in neun WWE-Videospielen aufgetreten. Er gab sein Videospieldebüt in SmackDown vs. Raw 2009 und war seitdem als spielbare Figur in allen Spielen bis WWE 2K17. Zusätzlich ist er in einem DLC zum im Jahr 2011 erschienenen Videospiel WWE Allstars aufgetreten.

## Titel und Auszeichnungen

### Titel
- All Elite Wrestling
  - 3× TNT Champion (erster Titelträger)

- Alpha-1 Wrestling
  - 1× A1 Tag Team Champion mit Ethan Page

- Bullet Proof Wrestling
  - 1× BPW Champion

- Georgia State Tournament
  - 2003 und 2004 Champion mit 189 Pounds (86 kg)

- Global Force Wrestling
  - 1× GFW NEX*GEN Champion

- National Wrestling Alliance
  - 1× NWA World Heavyweight Champion

- New Japan Pro-Wrestling
  - 1× IWGP United States Heavyweight Champion

- Northeast Wrestling
  - 1× NEW Heavyweight Champion

- Ohio Valley Wrestling
  - 1× OVW Heavyweight Champion
  - 2× OVW Southern Tag Team Championship mit Shawn Spears
  - 1× OVW Television Champion

- Ring of Honor
  - 1× ROH World Champion
  - 1× ROH World Six-Man Tag Team Champion mit The Young Bucks

- WhatCulture Pro Wrestling
  - 1× WCPW Internet Champion

- World Wrestling Entertainment
  - 3× World Tag Team Champion 1× mit Hardcore Holly und 2× mit Ted DiBiase
  - 2× WWE Champion[20]
  - 2× WWE Intercontinental Champion
  - 4× WWE Raw Tag Team Champion jeweils 1× mit Drew McIntyre und Jey Uso und 2× mit Goldust
  - 1× WWE SmackDown Tag Team Champion mit Jey Uso

### Auszeichnungen
- Pro Wrestling Illustrated
  - 2024: Platz 1 der Top 500 Wrestler im PWI 500

- World Wrestling Entertainment
  - 2023, 2024: 2× Men's Royal Rumble Sieger
  - 2025: King of the Ring